# Krzewno (osada)
Krzewno – osada w Polsce, położona w województwie zachodniopomorskim, w powiecie goleniowskim, w gminie Goleniów, miejscowość sąsiadująca z Goleniowem, formalnie teren wiejski. Obejmuje numery parzyste goleniowskiej ul. Stefana Żeromskiego w południowej części miasta, na Równinie Goleniowskiej, na skraju Puszczy Goleniowskiej.
Miejscowość znajduje się ok. 200 m na północ od linii kolejowej nr 401 (łączącej Szczecin ze Świnoujściem). Ok. 50 m od osady (na terenie miasta) znajduje się Szkoła Podstawowa Nr 5 im. ks. Jana Twardowskiego w Goleniowie (ul. C.K. Norwida).
Osada należy do okręgu wyborczego nr 2 (do rady miejskiej), tak jak pozostali mieszkańcy ul. S. Żeromskiego (Goleniowa).
Ok. 3,5 km na południowy wschód leży osada leśna o takiej samej nazwie Krzewno (także w gminie Goleniów).